# Merostachys magellanica
Merostachys magellanica är en gräsart som beskrevs av Tatiana Sendulsky. Merostachys magellanica ingår i släktet Merostachys och familjen gräs. Inga underarter finns listade i Catalogue of Life.